# القطر
القُطْر هو مصطلح يستخدم للتعبير عن حدود جغرافية تضم سكاناً يتكلمون لغة واحدة.يستخدم هذا المصطلح في البلاد العربية للتعبير عن جزء من الوطن العربي بحدود مصطنعة وليست  طبيعية أوجدها الاستعمار القديم لخلق حالة من الضعف في الجسد الواحد.
إن كلمة دولة تعبر عن المصطلح السياسي الدستوري بينما كلمة قطر هي ذات طابع جغرافي.